# Everton (Bedfordshire)
Pour les articles homonymes, voir Everton.
Everton est un petit village et une paroisse civile du Central Bedfordshire, en Angleterre.